# Biblioteca Roberto Bolaño
La Biblioteca Roberto Bolaño de Blanes és una biblioteca pública del municipi de Blanes, inaugurada l'any 1971, que funciona com a capçalera de les biblioteques públiques de la comarca de La Selva. Forma part del Servei de Biblioteques de la Diputació de Girona i del Sistema de Lectura Pública de Catalunya.

## Edifici

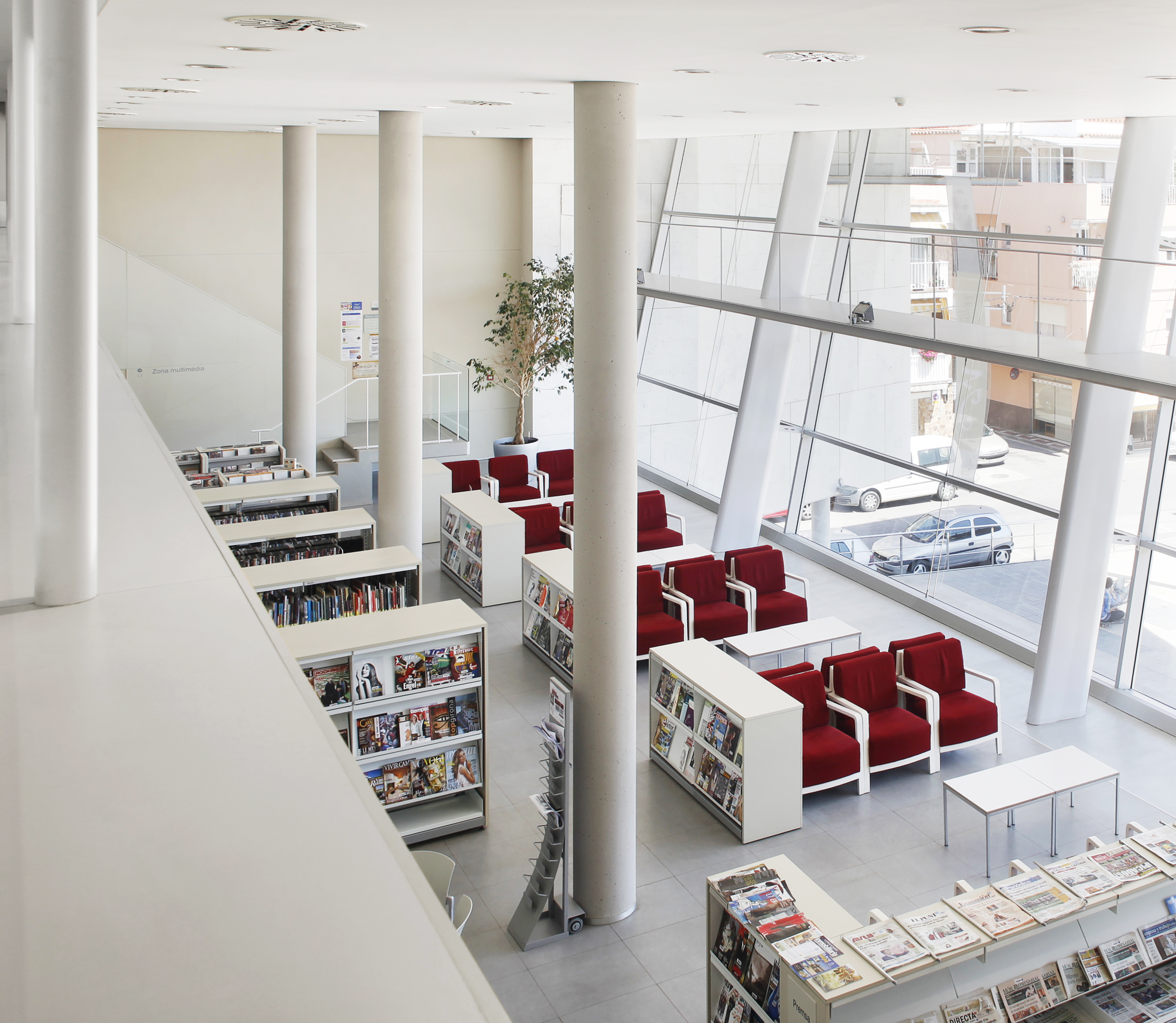
Vista superior de l'Hemeroteca

L'edifici actual de la biblioteca va ser concebut com un vaixell, per això té una orientació amb vistes al mar. També forma part d'una gran plaça concebuda com a punt de trobada que dona visibilitat i protagonisme a les instal·lacions.
La façana principal està construïda en vidre amb l'objectiu de transmetre sensació de transparència i accessibilitat als vianants i permetre als lectors gaudir de les vistes, al mateix temps que proporciona llum natural la major part de l'horari d'obertura. A aquesta façana destaca també com a element arquitectònic una mena de visera que cobreix la part superior i que protegeix l'interior del sol les hores centrals del dia.
L'interior, sobri i funcional, es caracteritza per un petit pati-jardí presidit per una magnòlia. S'hi accedeix des de la sala d'actes Roberto Bolaño. A banda dels espais d'accés lliure al públic, on s'ubiquen la col·lecció i els serveis principals, les instal·lacions compten amb espais d'ús intern.
El 24 de gener de 2014 les oficines de Turisme situades a la planta baixa de l'edifici se cedeixen a la biblioteca i s'inaugura la Biblioteca Jove, un espai dedicat al públic entre 15 i 23 anys.

## Història

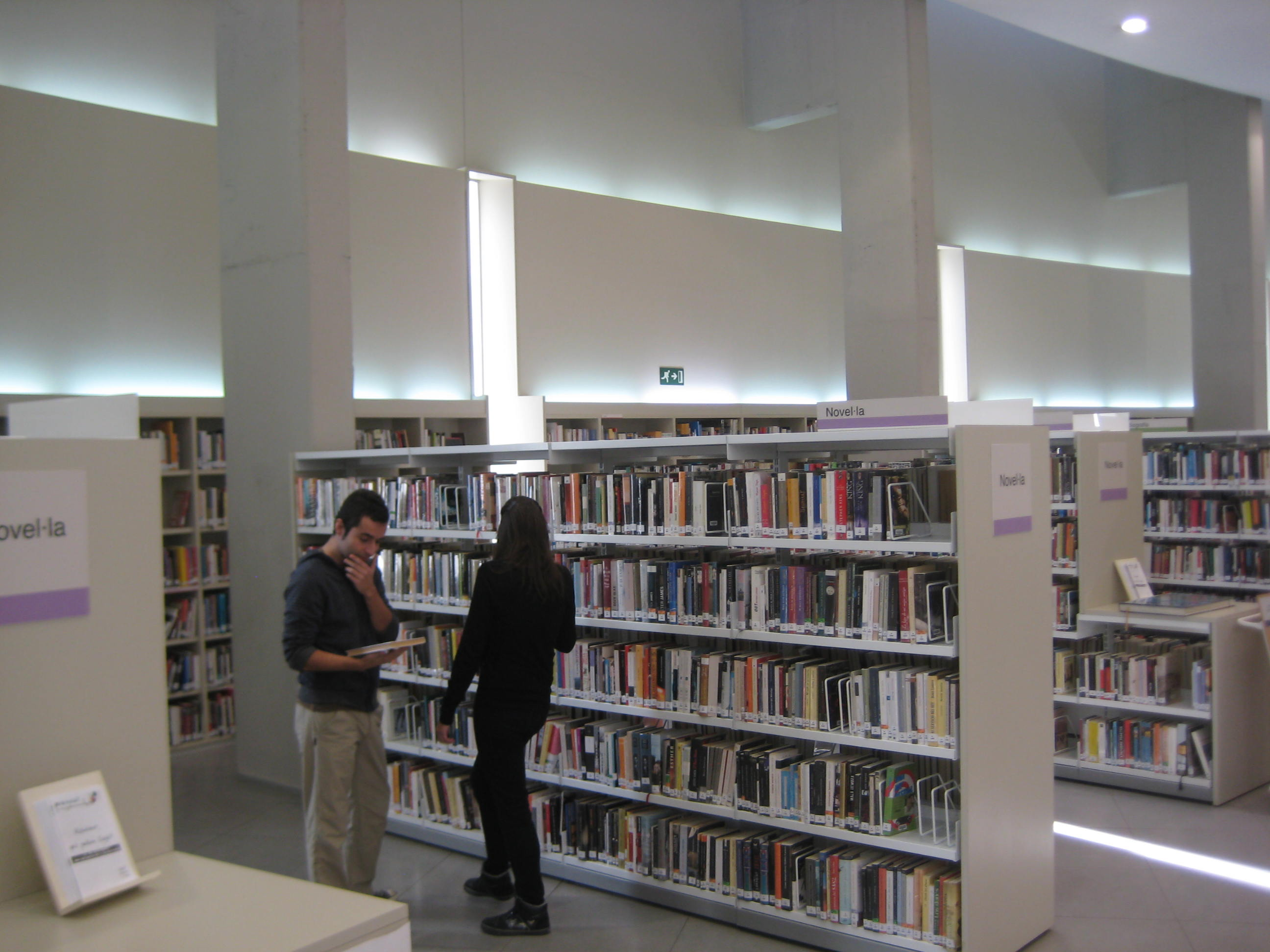
Sala d'adults

Els inicis de la Biblioteca de Blanes se situen el 1971, any en què s'inaugura amb el nom de Biblioteca Municipal J.G. Junceda en honor del dibuixant i il·lustrador, que morí a Blanes l'any 1948. La biblioteca formava part de la Casa de la Cultura de la Vila.
Ocupa un solar adquirit per l'Ajuntament l'any 1968 situat al carrer Jaume Arcelós, cantonada Anselm Clavé, i disposa de 579 m². La sala de lectura té una superfície de 108.78 m² i capacitat per a 66 persones. La gestió de la biblioteca corresponia al Servicio Nacional de Lectura, del Ministerio de Cultura d'Espanya, però als anys 80 es va transferir a la Generalitat de Catalunya.
Quan s'aprova la Llei 4/1993, de 18 de març, del Sistema bibliotecari de Catalunya, el Servei de Biblioteques i Patrimoni Bibliogràfic va manifestar a l'Ajuntament de Blanes la conveniència de trobar una nova ubicació per a la construcció d'una biblioteca comarcal que complís els estàndards establerts al Mapa de Lectura Pública de Catalunya. Les obres del nou edifici, a càrrec de l'equip d'arquitectes Artigues i Sanabria, comencen l'abril del 2001. S'inaugura oficialment el 8 de febrer del 2003.
El febrer de 2013 va celebrar el seu desè aniversari, on van ser-hi presents l'alcalde de Blanes, Josep Marigó, la cap del Servei de Biblioteques del Departament de Cultura de la Generalitat, Carme Fenoll, la cap del Servei de Biblioteques de la Diputació de Girona, Carme Renedo, i la directora de la Biblioteca Comarcal de Blanes, Gemma Ciuró, entre altres personalitats. Durant aquests deu primers anys més d'un milió de lectors han passat per les instal·lacions.
L'any 2015, Any de les Biblioteques, la biblioteca va ser guardonada amb el primer premi de la tercera edició del Premi Teresa Rovira i Comas a la innovació a les biblioteques públiques amb el projecte Biblioteca jove: cap on caminem

## Projectes

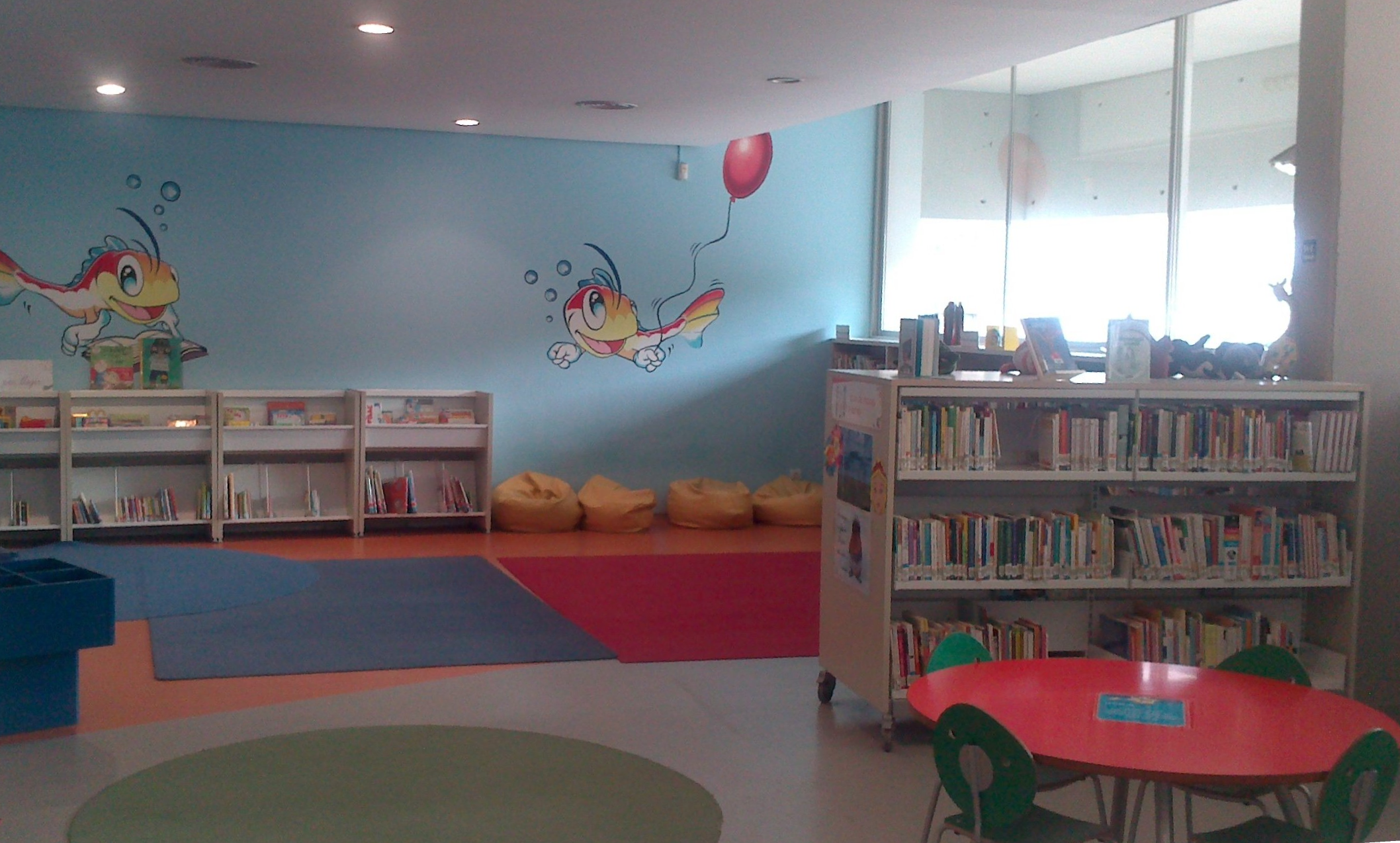
Sala infantil

- De la biblioteca a casa: És un projecte adreçat a aquelles persones que per motius diversos veuen afectada la seva mobilitat i no poden desplaçar-se fins a la biblioteca. Amb aquesta iniciativa es pretén cobrir les necessitats de lectura i accés a la informació i a la cultura d'aquest sector de la població i millorar, per tant, la seva qualitat de vida.[12]
- Biblio-hospital: La Biblioteca posa a l'abast de l'Hospital Comarcal de Blanes un lot inicial de 60 documents que inclou obres de lectura lleugera, novel·les i revistes. Aquesta iniciativa pretén fer més amena l'estada dels pacients i acompanyants a l'hospital mitjançant la lectura. El servei estarà atès per voluntaris de l'Associació de Voluntariat Blanenc que visitaran el centre hospitalari 3 vegades a la setmana. Els llibres estaran exposats en una saleta on els pacients i familiars es podran adreçar per a formalitzar el préstec i les devolucions.[13]
- Biblio-vacances: és una proposta que fem cada estiu per fomentar la lectura durant els mesos que els nens i nenes tenen vacances escolars. Aquesta activitat no dirigida vol ajudar els nens en l'aprenentatge de comprensió lectora proposant-los diferents lectures. Aquestes estan recomanades per a diferents grups d'edats. La dinàmica consisteix que els participants es llegeixin els llibres proposats, que estan disponibles a la biblioteca, i posteriorment resoldre les preguntes i els passatemps relacionats amb cada lectura.[14]
- Internet per a invidents: La Biblioteca Comarcal de Blanes ofereix un servei de connexió a Internet per a persones cegues[15] o amb dificultats de visió significatives. Aquests usuaris poden connectar-se a Internet gràcies a dos programaris: Jaws per a persones amb ceguesa total, que verbalitza amb veu sintètica tot allò que va apareixent a la pantalla i que permet controlar l'ordinador a base de comandaments del teclat i Màgic que amplia la pantalla amb suport puntual de veu sintètica.
- Promocionem la cultura, fomentem la lectura: Aquest projecte es va iniciar l'any 2010 i té com a objectiu apropar els lectors al teixit associatiu del municipi. El novembre del 2014, aquest va ser guardonat amb el premi Fem cultura amb els colors de la Unesco convocat per la Federació Catalana d'Associacions i Clubs Unesco (FCACU). La biblioteca va rebre el premi de mans de Federico Mayor Zaragoza, a Sant Adrià de Besós.[16]

## Estadístiques
Més de 29.000 lectors tenen el carnet de la biblioteca, que actualment (2013) té uns fons de més de 57.000 (llibres, DVD, CD, etc.), i que durant els seus 10 primers anys s'han fet prop de mig milió de préstecs de qualsevol tipus de document.
La mitjana de visitants anual és de 131.000 persones, amb una afluència diària que volta entre els 400 i els 500 usuaris. Es tracta doncs de l'equipament cultural més visitat de la població. Una altra xifra prou interessant són les visites que han rebut d'escolars del municipi, que sumen més d'11.500 nois i noies. Cada any se superen les 11.000 sessions de wifi i les 25.500 sessions d'Internet.